# Comuna Mihuceni, Adâncata
Mihuceni (în ucraineană Михайлівка, transliterat: Mîhailivka) este o comună în raionul Adâncata, regiunea Cernăuți, Ucraina, formată din satele Dumbrava Roșie și Mihuceni (reședința).

## Demografie
Componența lingvistică a comunei Mihuceni
     Ucraineană (99,36%)
     Alte limbi (0,64%)
Conform recensământului din 2001, majoritatea populației comunei Mihuceni era vorbitoare de ucraineană (99,36%), existând în minoritate și vorbitori de alte limbi.